# 李行
李行（リー・シン、1930年6月16日 - 2021年8月19日）は、中国上海生まれの台湾の映画監督。本名は李子達。

## 経歴
1930年6月16日、上海生まれ。1948年に一家で台湾に移り住んだ。台湾省立師範学院に入学し、そこで演劇に携わった。いくつかの映画に出演したのち、1957年に『追兇記』で助監督をつとめる。1959年の『王哥柳哥游台灣』で初監督。1963年の『街頭巷尾』以降、中央電影公司の「健康写実路線」を担った。また、70年代には、瓊瑤原作の映画で知られた。70年代末からは「郷土写実路線」に回帰した。1978年の『生きてる限り僕は負けない』は、中国大陸でも上映された。金馬奨で監督賞を3度、作品賞を7度獲得しているほか、1995年には金馬奨の生涯功労賞が贈られた。1990年代以降は監督業からは離れるが、台湾と中国大陸の映画界の交流に尽力した。2021年、心不全により台北で死去。

## フィルモグラフィー
- 王哥柳哥遊台灣（1959年）
- 豬八戒救美大戰金錢豹（1959年）
- 武則天（1961年）
- 王哥柳哥好過年（1961年）
- 王哥柳哥過五關（1962年）
- 白賊七（1962年）
- 金鳳銀鵝（1962年）
- 兩相好（1962年）
- 白賊七續集（1962年）
- 新妻鏡（1963年）
- 街頭巷尾（1963年）
- 蚵女（1964年）
- 養鴨人家（1965年）
- 婉君表妹（1965年）
- 啞女情深（1965年）
- 英雄烈女（1966年）
- 貞節牌坊（1966年）
- 路（1967年）
- 日出，日落（1967年）
- 情人的眼淚（1969年）
- 玉觀音（1969年）
- 群星會（1970年）
- 喜怒哀樂（1970年）
- 母與女（1971年）
- 愛情一二三（1971年）
- 秋決（1972年）
- 風從哪裡來（1972年）
- 心有千千結（1973年）
- 彩雲飛（1973年）
- 婚姻大事（1974年）
- 海鷗飛處（1974年）
- 大三元（1974年）
- 海韻（1974年）
- 吾土吾民（1975年）
- 浪花（1976年）
- 碧雲天（1976年）
- 風鈴,風鈴（1977年）
- 白花飄雪花飄（1977年）
- 『生きてる限り僕は負けない』汪洋中的一條船（1978年）
- 早安台北（1979年）
- 小城故事（1979年）
- 又見春天（1980年）
- 原鄉人（1980年）
- 龍的傳人（1981年）
- 『大輪廻』大輪迴（1983年）第二話
- 細雨春風（1984年）
- 唐山過台灣（1986年）

## 受賞
- 金馬奨
  - 最優秀作品賞
    - 『養鴨人家』『路』『秋決』『吾土吾民』『生きてる限り僕は負けない』『小城故事』『早安台北』[1]

  - 監督賞
    - 『養鴨人家』『秋決』『生きてる限り僕は負けない』[1]

  - 生涯功労賞
- アジア映画祭
  - 最優秀作品賞
    - 『玉觀音』[1]